# 方正平
方正平（1909年8月30日—1994年11月5日），原名方柏发。中国人民解放军中将，获二级八一勋章、一级独立自由勋章、一级解放勋章，一级红星功勋荣誉章。
毕业于抗日红军大学。1978年，1956年，接替赵启民，担任南海舰队政治委员。1968年，由段德彰接任。1955年，接替戴润生，担任东海舰队政治委员。1981年，由黄忠学接任。1955年，授中国人民解放军中将军衔。文化大革命中遭迫害1988年获一级红星功勋荣誉章平反，1994年11月5日在北京逝世。